# 滋賀県道287号小荒路牧野沢線
滋賀県道287号小荒路牧野沢線（しがけんどう287ごう こあらじまきのさわせん）は、滋賀県高島市を通る一般県道である。

## 概要
高島市マキノ町小荒路からに至る。
琵琶湖の西岸に位置するマキノ高原や、マキノ農業公園ピックランドへは、この県道を利用する。マキノ高原へと続く直線道路2.4 kmの両脇には、「生きた化石」とも形容されるスギ科の針葉樹であるメタセコイヤの並木がある。

### 路線データ
- 起点：高島市マキノ町小荒路（小荒路交差点、国道161号交点）
- 終点：高島市マキノ町沢（沢交差点、国道161号交点、滋賀県道335号今津マキノ線終点）
- 総延長：10.1 km

## 路線状況

### バイパス
- 高島市マキノ町寺久保・寺久保交差点 - 高島市マキノ町蛭口

## 地理

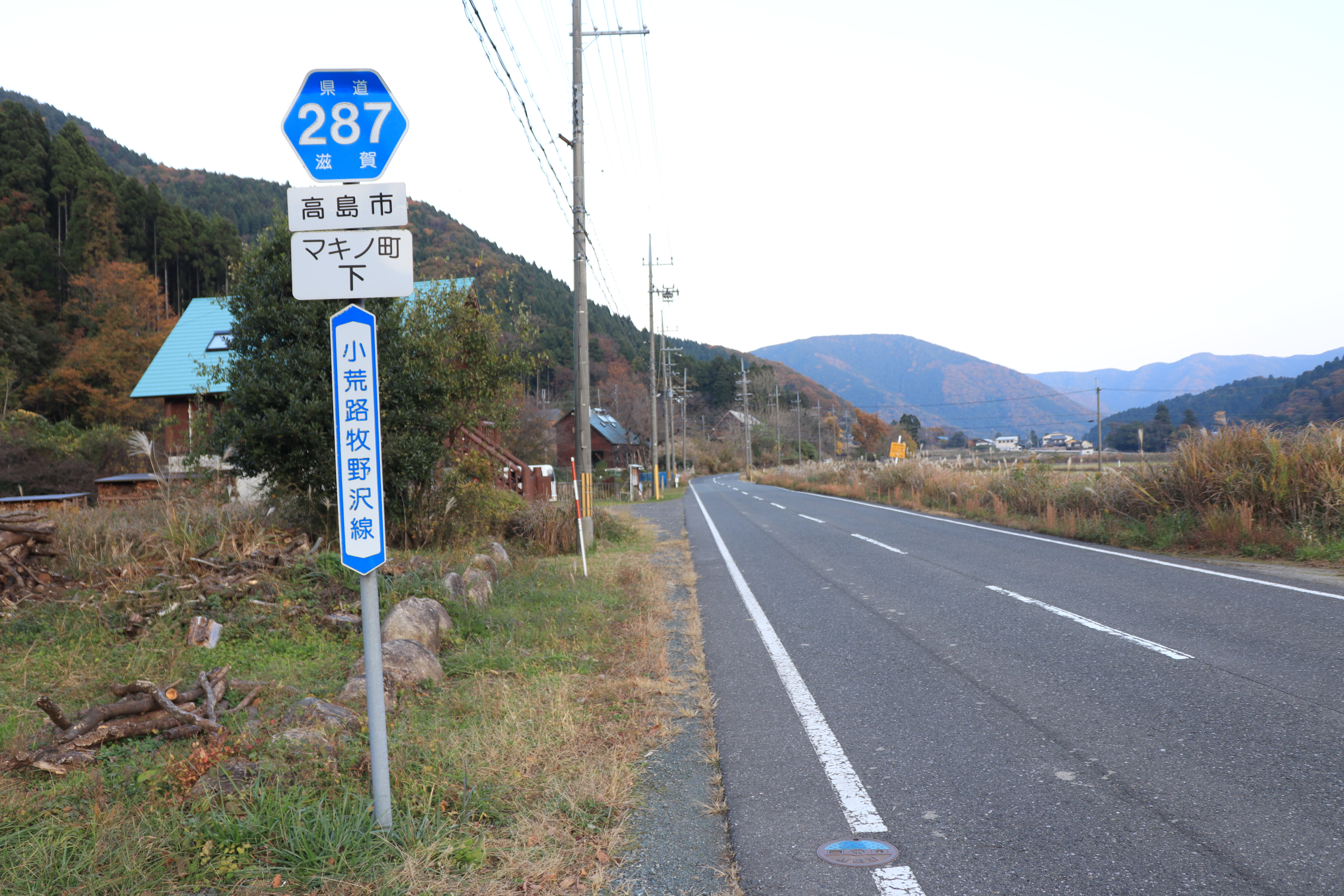
滋賀県道287号小荒路牧野沢線
高島市マキノ町

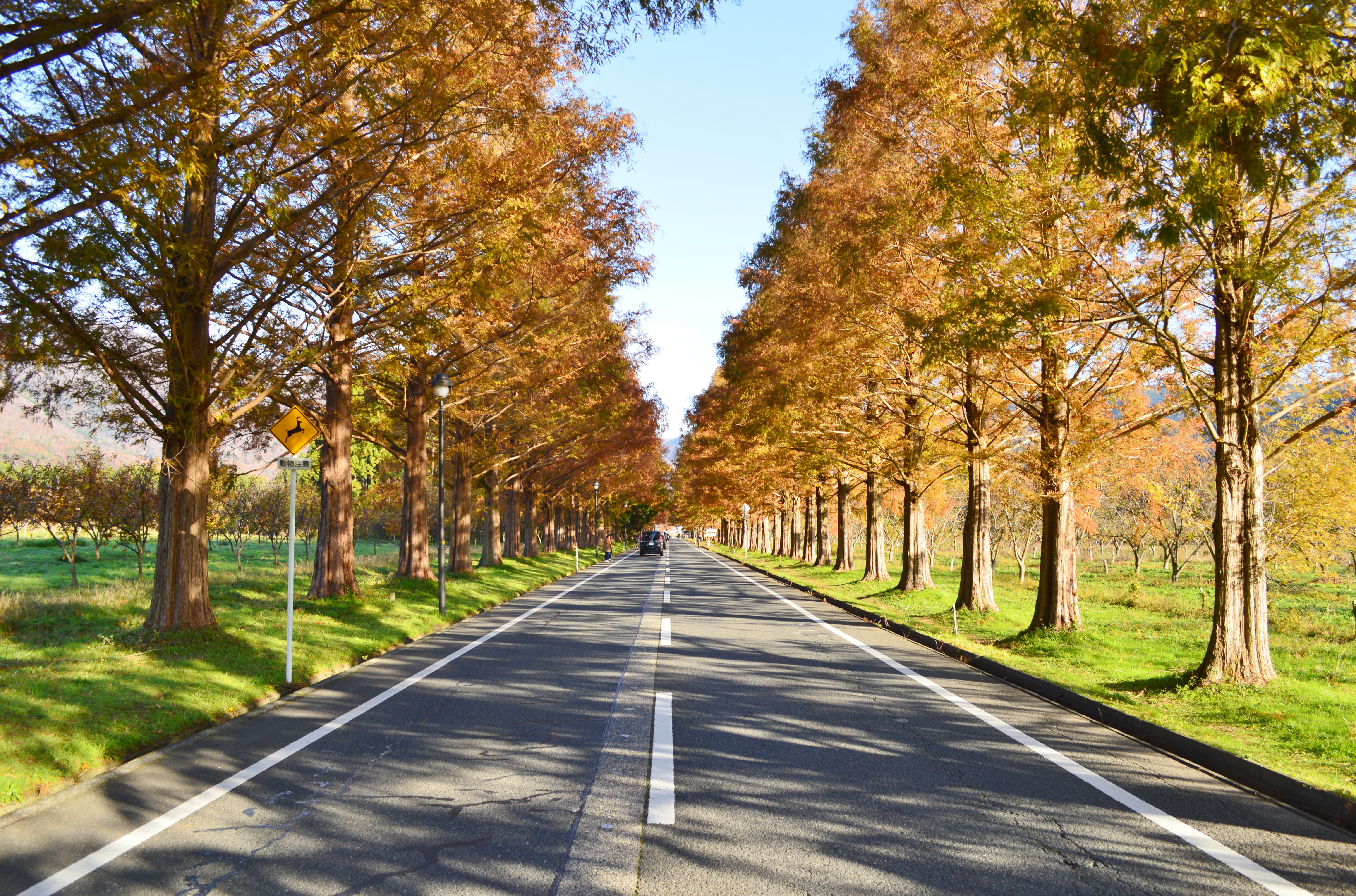
マキノ高原のメタセコイア並木

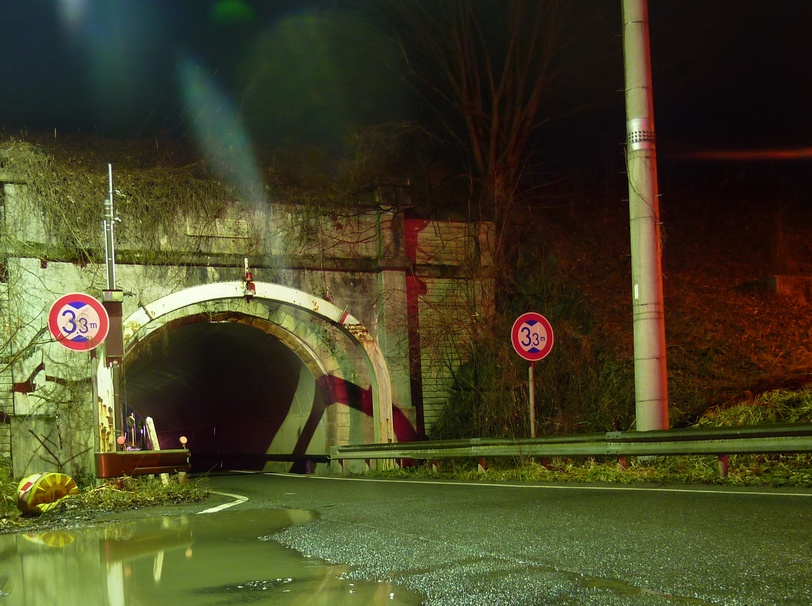
百瀬川隧道は天井川を貫くトンネルとして著名
2022年（令和4年）撤去済

### 通過する自治体
- 高島市

### 交差する道路
| 交差する道路                                                      | 交差する場所   | 交差する場所             |
| ----------------------------------------------------------------- | -------------- | ------------------------ |
| 国道161号 国道303号 重複                                          | マキノ町小荒路 | 小荒路交差点 / 起点      |
| 滋賀県道533号白谷野口線                                           | マキノ町白谷   |                          |
| 国道161号 / 湖北バイパス 国道303号 重複 滋賀県道335号今津マキノ線 | マキノ町沢     | 沢交差点 / 終点 沢ランプ |

### 沿線
- 道の駅マキノ追坂峠（起点付近）
- 西福寺
- 鞆結神社・大荒比古神社
- 忠栄寺
- 白谷古墳群
- 瑞光院
- 高島市立マキノ西小学校
- NTT西日本 滋賀支店マキノ沢別館
- 高島市立マキノ屋内グラウンド
- 高島市立マキノ健康福祉センター
- 大津営林署 マキノ森林事務所
- 高島市立マキノ西保育園
- 高島市役所 マキノ支所
- 滋賀銀行 近江マキノ出張所
- 大處神社
- マキノ沢郵便局
- 長法寺